# بولغاسال: أرواح خالدة
بولغاسال: أرواح خالدة (بالكورية: 불가살)؛  هو مسلسل تلفزيوني كوري جنوبي، من بطولة لي جين-ووك، كوان نارا، لي جون، جونغ سيونغ ايون. يقودها المخرج جانغ يونغ وو، ومن كتابة الثنائي كوان سورا وسيو جاي وون. عرض من 18 ديسمبر 2021 إلى 6 فبراير 2022، على قناة تي في ان كل يومي السبت والاحد، وهو متاح أيضاً على نتفلكس.

## القصة
يحكي المسلسل قصة امرأة يتكرر الموت معها وتتجسد كإنسان أخر على مدى 600 عام وتتذكر حياتها الماضية، ورجل عاش على مدى 600 عام الماضية كبولجاسال - وهو مخلوق أسطوري يتغذى على دم الإنسان ويلعن بالخلود، اعتاد أن يكون إنسانًا ولكنه على وشك أن يفقد آخر بقاياه البشرية بعد فترة طويلة، الشيء الوحيد الذي يحافظ عليه هو الرغبة في الانتقام من المرأة التي حولته إلى الوحش الذي هو عليه اليوم.

## بطولة

### طاقم رئيسي
- لي جين-ووك في دور دان هوال.

هو إنسان منذ 600 عام بينما كان ينفذ مهمته كمسؤول عسكري لمحو بقايا السلالة السابقة، أصبح خالدًا، لقد كان خالدًا طوال الـ 600 عام الماضية.
- كوان نارا بدور مين سانغ وون.

امرأة كانت خالدة لكنها مرت بحدث مأساوي يحولها إلى إنسان، هي الآن غيرت اسمها وهويتها تعيش في الاختباء وتتطلع إلى الانتقام.
- لي جون في دور أوك ايول تاي.

آخر خالد يعيش في سرية ويتمتع بحياته الأبدية وكذلك الثروة والسلطة والقوة.
- جونغ سيونغ ايون بدور دان سول.

زوجة دان هوال السابقة وهي ابنة عائلة قوية.

## المشاهدات
| الموسم | الموسم | رقم الحلقة | رقم الحلقة | رقم الحلقة | رقم الحلقة | رقم الحلقة | رقم الحلقة | رقم الحلقة | رقم الحلقة | رقم الحلقة | رقم الحلقة | رقم الحلقة | رقم الحلقة | رقم الحلقة | رقم الحلقة | رقم الحلقة | رقم الحلقة | المتوسط     |
| الموسم | الموسم | 1          | 2          | 3          | 4          | 5          | 6          | 7          | 8          | 9          | 10         | 11         | 12         | 13         | 14         | 15         | 16         | المتوسط     |
| ------ | ------ | ---------- | ---------- | ---------- | ---------- | ---------- | ---------- | ---------- | ---------- | ---------- | ---------- | ---------- | ---------- | ---------- | ---------- | ---------- | ---------- | ----------- |
|        | 1      | 1.609      | 1.481      | 1.292      | 1.092      | 0.883      | 1.063      | 1.999      | 1.142      | 0.815      | 1.191      | 1.036      | 1.133      | 0.994      | 0.969      | 0.978      | 1.450      | ستُعلن لاحقًا |

وفقا لمخطط نيلسن كوريا، قد حقق المسلسل متوسط تقييم بنسبة 6.3% على مستوى البلاد و 7.3% في منطقة العاصمة بحوالي 1.6 مليون مشاهدة، انخفضت التقييمات إلى أدنى نسبة مشاهدة في الحلقة الخامسة إلى 3.4% قرابة 883 الف مشاهدة. 
| الحلقات | تاريخ البث الأصلي | متوسط حصة الجمهور (Nielsen Korea) | متوسط حصة الجمهور (Nielsen Korea) |
| الحلقات | تاريخ البث الأصلي | على الصعيد الوطني                 | سيئول                             |
| --- | ----------------- | --------------------------------- | --------------------------------- |
| 1 | 18 ديسمبر 2021    | 6.346%                            | 7.390%                            |
| 2 | 19 ديسمبر 2021    | 5.826%                            | 6.036%                            |
| 3 | 25 ديسمبر 2021    | 4.775%                            | 4.413%                            |
| 4 | 26 ديسمبر 2021    | 4.128%                            | 4.301%                            |
| 5 | 1 يناير 2022      | 3.415%                            | 3.622%                            |
| 6 | 2 يناير 2022      | 4.077%                            | 4.374%                            |
| 7 | 8 يناير 2022      | 4.455%                            | 5.062%                            |
| 8 | 9 يناير 2022      | 4.166%                            | 4.520%                            |
| 9 | 15 يناير 2022     | 3.043%                            | 3.383%                            |
| 10 | 16 يناير 2022     | 4.272%                            | 4.893%                            |
| 11 | 22 يناير 2022     | 3.679%                            | 4.073%                            |
| 12 | 23 يناير 2022     | 4.460%                            | 5.034%                            |
| 13 | 29 يناير 2022     | 3.593%                            | 3.594%                            |
| 14 | 30 يناير 2022     | 3.664%                            | 3.825%                            |
| 15 | 5 فبراير 2022     | 3.660%                            | 3.936%                            |
| 16 | 6 فبراير 2022     | 5.050%                            | 5.019%                            |
| المعدل | المعدل            | %                                 | %                                 |
| - تُبث هذه الدراما على قناة الكابل / التلفزيون المدفوع الذي عادةً ما يكون جمهوره أصغر نسبيًا مقارنةً بالمحطات التلفزيونية / العامة (KBS ، SBS ، MBC ، EBS). |                   |                                   |                                   |

## الإنتاج

### صناعة
- تخطيط الانتاج  : كيم يونغ كيو (S.D).
- المساهم : نتفليكس.[19][20]
- فريق العمل : إستوديو دراغون & شاو رون نيرس.

المسلسل من إخراج جانغ يونغ وو الذي عمل على سلسلة نتفليكس «منزل جميل» لعام 2020 ، وكان أحد المخرجين الثلاثة الذين عملوا على مسلسل السيد المشرق لعام 2018. ومن كتابة الثنائي كوان سورا، سيو جاي وون الذين كتبوا مسلسلات مثل: الحاشية لعام 2016 ، ومسلسل الضيف لعام 2019.

### طاقم
عرض الدور الرئيسي لأول مرة على الممثل وون بين، لكنه رفض في النهاية. في 17 ديسمبر 2020، أعلن عن أن الممثل لي جين-ووك قد تم اختياره للمسلسل وكان يفكر بشكل إيجابي للانضمام، عمل الممثل والمخرج جانغ يونغ وو معًا في عام 2020 في سلسلة منزل جميل. في فبراير 2021، تلقى الممثلون لي جون وكوان نارا وجونغ جين يانغ عرضًا أيضًا. ، في الاخير اوكدت تشكيلة الطاقم الرئيسية، وهم لي جين ووك و كوان نارا و لي جون وجونغ سيونغ ايون وبارك ميونغ شين وكيم وو سيوك أخيرًا في 17 مارس.

### الإصدار
كان من المقرر عرض المسلسل في البداية بعام 2022.

## روابط خارجية
- على الموقع الرسمي
- بولغاسال: أرواح خالدة على موقع IMDb (الإنجليزية)
- بولغاسال: أرواح خالدة على موقع روتن توميتوز (الإنجليزية)
- بولغاسال: أرواح خالدة على موقع نتفليكس (الإنجليزية)
- بولغاسال: أرواح خالدة على موقع كينوبويسك (الروسية)
- بولغاسال: أرواح خالدة على موقع قاعدة بيانات الفيلم (الإنجليزية)